# Englische Cricket-Nationalmannschaft in Südafrika in der Saison 2009/10
Die Tour der englischen Cricket-Nationalmannschaft nach Südafrika in der Saison 2009/10 fand vom 6. November 2009 bis zum 18. Januar 2010 statt. Die internationale Cricket-Tour war Teil der internationalen Cricket-Saison 2009/10 und umfasste vier Test Matches, fünf ODIs und zwei Twenty20s. England gewann die ODI-Serie 2-1, die Test- und Twenty20-Serie gingen 1-1 aus.

## Vorgeschichte
Südafrika spielte zuvor eine Tour gegen Simbabwe, für England war es die erste Tour nach der ICC Champions Trophy 2009. Das letzte Aufeinandertreffen der beiden Mannschaften bei einer Tour fand in der Saison 2008 in England statt. Ursprünglich waren fünf Tests geplant, die aber auf Betreiben Englands auf vier gekürzt wurden.

## Stadien
Die folgenden Austragungsorte wurden für die Tour ausgewählt:
| Stadion                  | Stadt          | Kapazität | Spiele                  |
| ------------------------ | -------------- | --------- | ----------------------- |
| Centurion Park           | Centurion      | 22.000    | 2. T20; 2. ODI; 1. Test |
| Sahara Stadium Kingsmead | Durban         | 25.000    | 5. ODI; 2. Test         |
| Sahara Oval St George's  | Port Elizabeth | 19.000    | 4. ODI                  |
| Newlands Cricket Ground  | Kapstadt       | 25.000    | 3. ODI; 3. Test         |
| Wanderers Stadium        | Johannesburg   | 34.000    | 1. T20; 1. ODI; 4. Test |

## Kaderlisten
England benannte seine Kader am 8. Oktober 2009. 
Südafrika benannte seine Limited-Overs-Kader am 23. Oktober und seinen Test-Kader am 20. Dezember 2009.
| Test | Test | ODI | ODI | Twenty20 | Twenty20 |
| Südafrika | England | Südafrika | England | Südafrika | England |
| --- | --- | --- | --- | --- | --- |
| - Graeme Smith (K) - Hashim Amla - Mark Boucher (wk) - AB de Villiers - Friedel de Wet - JP Duminy - Paul Harris - Jacques Kallis - Ryan McLaren - Morné Morkel - Makhaya Ntini - Wayne Parnell - Alviro Petersen - Ashwell Prince - Dale Steyn | - Andrew Strauss (K) - Alastair Cook (vK) - James Anderson - Ian Bell - Stuart Broad - Michael Carberry - Paul Collingwood - Mark Davies - Steven Davies (wk) - Graham Onions - Kevin Pietersen - Liam Plunkett - Matt Prior (wk) - Adil Rashid - Ryan Sidebottom - Graeme Swann - James Tredwell - Jonathan Trott - Luke Wright | - Graeme Smith (K) - Hashim Amla - Johan Botha - Mark Boucher (wk) - AB de Villiers - JP Duminy - Herschelle Gibbs - Charl Langeveldt - Ryan McLaren - Albie Morkel - Morné Morkel - Wayne Parnell - Alviro Petersen - Dale Steyn - Lonwabo Tsotsobe - Roelof van der Merwe | - Andrew Strauss (K) - James Anderson - Tim Bresnan - Stuart Broad - Paul Collingwood - Alastair Cook - Joe Denly - Sajid Mahmood - Eoin Morgan - Graham Onions - Kevin Pietersen - Liam Plunkett - Matt Prior (wk) - Adil Rashid - Graeme Swann - James Tredwell - Jonathan Trott - Luke Wright | - Graeme Smith (K) - Yusuf Abdulla - Loots Bosman - Johan Botha - Mark Boucher (wk) - AB de Villiers - JP Duminy - Jacques Kallis - Heino Kuhn - Charl Langeveldt - Ryan McLaren - Albie Morkel - Wayne Parnell - Dale Steyn - Roelof van der Merwe | - Andrew Strauss (K) - James Anderson - Tim Bresnan - Stuart Broad - Paul Collingwood - Alastair Cook - Joe Denly - Sajid Mahmood - Eoin Morgan - Graham Onions - Kevin Pietersen - Matt Prior (wk) - Adil Rashid - Graeme Swann - Jonathan Trott - Luke Wright |

## Tour Matches
| 6. November Scorecard | Bloemfontein | England XI 294-7 (50)           | – | Eagles 109 (26.4) |
|                       |              | England XI gewinnt mit 185 Runs |   |                   |

| 8. November Scorecard | Kimberley | Warriors 254-5 (50)              | – | England XI 256-2 (40.5) |
|                       |           | England XI gewinnt mit 8 Wickets |   |                         |

| 10. November Scorecard | Bloemfontein | England XI 89 (17.3)              | – | Südafrika A 90-6 (17.3) |
|                        |              | Südafrika A gewinnt mit 4 Wickets |   |                         |

| 17. November Scorecard | Potchefstroom | Südafrika A 279-9 (50)           | – | England XI 281-6 (48.1) |
|                        |               | England XI gewinnt mit 4 Wickets |   |                         |

| 9. – 10. Dezember Scorecard | East London | England XI 329-8d (78) | – | South African Invitational XI 167-7 (47) |
|                             |             | Remis                  |   |                                          |

| 11. – 12. Dezember Scorecard | East London | England XI 317-5d (88) | – | South African Invitational XI 263 (64.3) |
|                              |             | Remis                  |   |                                          |

## Twenty20 Internationals

### Erstes Twenty20 in Johannesburg
| 13. November Scorecard | Johannesburg | England 202-6 (20)                     | – | Südafrika 127-3 (13/13) |
|                        |              | England gewinnt mit 1 Run (D/L method) |   |                         |

### Zweites Twenty20 in Centurion
| 15. November Scorecard | Centurion | Südafrika 241-6 (20)          | – | England 157-8 (20) |
|                        |           | Südafrika gewinnt mit 84 Runs |   |                    |

## One-Day Internationals

### Erstes ODI in Johannesburg
| 20. November Scorecard | Johannesburg | Südafrika      | – | England |
|                        |              | Spiel abgesagt |   |         |

### Zweites ODI in Centurion
| 22. November Scorecard | Centurion | Südafrika 250-9 (50)          | – | England 252-3 (46) |
|                        |           | England gewinnt mit 7 Wickets |   |                    |

### Drittes ODI in Kapstadt
| 27. November Scorecard | Kapstadt | Südafrika 354-6 (50)           | – | England 242 (41.3) |
|                        |          | Südafrika gewinnt mit 112 Runs |   |                    |

### Viertes ODI in Port Elizabeth
| 29. November Scorecard | Port Elizabeth | Südafrika 119 (36.5)          | – | England 121-3 (31.2) |
|                        |                | England gewinnt mit 7 Wickets |   |                      |

### Fünftes ODI in Durban
| 4. Dezember Scorecard | Durban | Südafrika      | – | England |
|                       |        | Spiel abgesagt |   |         |

## Test Matches

### Erster Test in Centurion
| 16. – 20. November Scorecard | Centurion | Südafrika 418 (153.2) & 301-7d (85.5) | – | England 356 (104) & 228-9 (96) |
|                              |           | Remis                                 |   |                                |

### Zweiter Test in Durban
| 26. – 30. Dezember Scorecard | Durban | Südafrika 343 (108.3) & 133 (50)              | – | England 574-9d (170) |
|                              |        | England gewinnt mit einem Innings und 98 Runs |   |                      |

### Dritter Test in Kapstadt
| 3. – 7. Januar Scorecard | Kapstadt | Südafrika 291 (86.1) & 447-7d (111.2) | – | England 273 (88) & 296-9 (141) |
|                          |          | Remis                                 |   |                                |

### Vierter Test in Johannesburg
| 14. – 17. Januar Scorecard | Johannesburg | England 180 (47.5) & 169 (42.5)                 | – | Südafrika 423-7d (119) |
|                            |              | Südafrika gewinnt mit einem Innings und 74 Runs |   |                        |

## Statistiken
Die folgenden Cricketstatistiken wurden bei dieser Tour erzielt.
| Tests            | Tests      | Tests   | Tests   | Tests   | Tests   | Tests   | Tests   | Tests   |
| Batting          | Batting    | Batting | Batting | Batting | Batting | Batting | Batting | Batting |
| Spieler          | Mannschaft | Spiele  | Innings | Runs    | Average | HS      | 100s    | 50s     |
| ---------------- | ---------- | ------- | ------- | ------- | ------- | ------- | ------- | ------- |
| Graeme Smith     | Südafrika  | 4       | 7       | 427     | 61,00   | 183     | 2       | 1       |
| Jacques Kallis   | Südafrika  | 4       | 7       | 363     | 51,85   | 120     | 2       | 1       |
| Paul Collingwood | England    | 4       | 7       | 344     | 57,33   | 91      | 0       | 3       |
| Mark Boucher     | Südafrika  | 4       | 7       | 341     | 56,83   | 95      | 0       | 3       |
| Ian Bell         | England    | 4       | 7       | 313     | 44,71   | 140     | 1       | 1       |
| Bowling          |            |         |         |         |         |         |         |         |
| Spieler          | Mannschaft | Spiele  | Overs   | Wickets | Average | BBI     | 5W      | 10W     |
| Graeme Swann     | England    | 4       | 210.2   | 21      | 31,38   | 5/54    | 2       | 0       |
| Morné Morkel     | Südafrika  | 4       | 147     | 19      | 21,47   | 5/75    | 1       | 0       |
| James Anderson   | England    | 4       | 162.5   | 16      | 34,25   | 5/63    | 1       | 0       |
| Dale Steyn       | Südafrika  | 3       | 118.5   | 15      | 23,80   | 5/51    | 1       | 0       |
| Stuart Broad     | England    | 4       | 155     | 13      | 33,46   | 4/43    | 0       | 0       |

| ODIs             | ODIs       | ODIs    | ODIs    | ODIs    | ODIs    | ODIs    | ODIs    | ODIs    |
| Batting          | Batting    | Batting | Batting | Batting | Batting | Batting | Batting | Batting |
| Spieler          | Mannschaft | Spiele  | Innings | Runs    | Average | HS      | 100s    | 50s     |
| ---------------- | ---------- | ------- | ------- | ------- | ------- | ------- | ------- | ------- |
| Paul Collingwood | England    | 3       | 3       | 193     | 96,50   | 105*    | 1       | 1       |
| Alviro Petersen  | Südafrika  | 3       | 3       | 166     | 83,00   | 64      | 0       | 3       |
| Hashim Amla      | Südafrika  | 3       | 3       | 154     | 51,33   | 86      | 0       | 2       |
| Jonathan Trott   | England    | 3       | 3       | 148     | 74,00   | 87      | 0       | 2       |
| AB de Villiers   | Südafrika  | 3       | 3       | 145     | 48,33   | 121     | 1       | 0       |
| Bowling          |            |         |         |         |         |         |         |         |
| Spieler          | Mannschaft | Spiele  | Overs   | Wickets | Average | BBI     | 5W      | 10W     |
| James Anderson   | England    | 3       | 27      | 8       | 17,25   | 5/23    | 1       | 0       |
| Stuart Broad     | England    | 2       | 19.5    | 6       | 16,83   | 4/71    | 0       | 0       |
| Wayne Parnell    | Südafrika  | 2       | 15.3    | 5       | 15,60   | 5/48    | 1       | 0       |
| Paul Collingwood | England    | 3       | 15      | 4       | 20,50   | 2/20    | 0       | 0       |
| Morné Morkel     | Südafrika  | 2       | 15.2    | 3       | 19,33   | 3/39    | 0       | 0       |
| Tim Bresnan      | England    | 3       | 28      | 3       | 40,66   | 2/46    | 0       | 0       |
| Luke Wright      | England    | 3       | 20      | 3       | 41,66   | 2/66    | 0       | 0       |

| Twenty20s        | Twenty20s  | Twenty20s | Twenty20s | Twenty20s | Twenty20s | Twenty20s | Twenty20s | Twenty20s |
| Batting          | Batting    | Batting   | Batting   | Batting   | Batting   | Batting   | Batting   | Batting   |
| Spieler          | Mannschaft | Spiele    | Innings   | Runs      | Average   | HS        | 100s      | 50s       |
| ---------------- | ---------- | --------- | --------- | --------- | --------- | --------- | --------- | --------- |
| Loots Bosman     | Südafrika  | 2         | 2         | 152       | 76,00     | 94        | 0         | 2         |
| Graeme Smith     | Südafrika  | 2         | 2         | 129       | 64,50     | 88        | 0         | 1         |
| Eoin Morgan      | England    | 2         | 2         | 95        | 95,00     | 85*       | 0         | 1         |
| Jonathan Trott   | England    | 2         | 2         | 84        | 42,00     | 51        | 0         | 1         |
| Paul Collingwood | England    | 1         | 1         | 57        | 57,00     | 57        | 0         | 1         |
| Bowling          |            |           |           |           |           |           |           |           |
| Spieler          | Mannschaft | Spiele    | Overs     | Wickets   | Average   | BBI       | 5W        | 10W       |
| Ryan McLaren     | Südafrika  | 2         | 2         | 4         | 14,75     | 3/33      | 0         | 0         |
| Dale Steyn       | Südafrika  | 2         | 2         | 3         | 23,00     | 2/29      | 0         | 0         |
| Luke Wright      | England    | 2         | 6         | 2         | 28,50     | 1/17      | 0         | 0         |
| Albie Morkel     | Südafrika  | 2         | 6         | 2         | 33,50     | 2/35      | 0         | 0         |
| Sajid Mahmood    | England    | 2         | 7         | 2         | 46,00     | 1/31      | 0         | 0         |

## Player of the Series
Als Player of the Series wurden die folgenden Spieler ausgezeichnet.
| Serie | Player of the Series    |
| ----- | ----------------------- |
| Test  | Mark Boucher Dale Steyn |
| ODI   | Paul Collingwood        |

### Player of the Match
Als Player of the Match wurden die folgenden Spieler ausgezeichnet.
| Spiel   | Player of the Match     |
| ------- | ----------------------- |
| 1. T20  | Eoin Morgan             |
| 2. T20  | Loots Bosman            |
| 2. ODI  | Paul Collingwood        |
| 3. ODI  | AB de Villiers          |
| 4. ODI  | James Anderson          |
| 1. Test | Graeme Swann            |
| 2. Test | Graeme Swann            |
| 3. Test | Graeme Smith            |
| 4. Test | Morné Morkel Dale Steyn |